# Mischina Gora
Koordinaten: 58° 43′ 0″ N, 28° 3′ 0″ O
Mischina Gora (russisch Мишиногорский кратер) ist ein Einschlagkrater im europäischen Teil Russlands, 180 Kilometer südwestlich von St. Petersburg in der Oblast Pskow.
Der Krater hat einen Durchmesser von 2,5 km. Sein Alter wird auf 300 ± 50 Millionen Jahre geschätzt; damit fällt seine Entstehung in das frühe Perm. An der Oberfläche ist die Struktur sichtbar, sie ist allerdings nicht leicht zu erkennen.